# Dark Light
Dark Light je páté řadové album finské lovemetalové skupiny HIM vydané v roce 2005.
Album obsahuje singly The Wings Of a Butterfly a Killing Loneliness. Album bylo nahráno v sestavě Ville Hermanni Valo (zpěv), Linde Lazer (kytara), Mige Amour (basová kytara), Emerson Burton (klávesy) a Gas Lipstick (bicí).

## Seznam skladeb
1. Vampire Heart – 4:46
2. (Rip Out)The Wings Of a Butterfly – 3:29
3. Under The Rose – 4:49
4. Killing Loneliness – 4:29
5. Dark Light – 4:30
6. Behind The Crimson Door – 4:37
7. The Face Of God – 4:35
8. Drunk On Shadows – 3:49
9. Play Dead – 4:36
10. The Nightside Of Eden – 5:39